# Notoncus spinisquamis
Notoncus spinisquamis är en myrart som först beskrevs av Andre 1896.  Notoncus spinisquamis ingår i släktet Notoncus och familjen myror. Inga underarter finns listade i Catalogue of Life.